# Teodor Wanio
Teodor Wanio, ukr. Теодор Ваньо (ur. 1880 w Busku,  zm. 1944) – ukraiński prawnik, polityk, działacz społeczny, poseł do Sejmu Krajowego Galicji X kadencji wybrany z IV kurii okręgu Złoczów.
Członek Ukraińskiej Partii Narodowo-Demokratycznej, w 1918 członek Ukraińskiej Rady Narodowej, w latach 20. XX wieku działacz Ridnej Szkoły.
Aresztowany przez władze radzieckie w 1944.

## Literatura
- Енциклопедія українознавства. T. 1. Lwów, 1993, s. 206
- Stanisław Grodziski: Sejm Krajowy Galicyjski 1861-1914. Warszawa: Wydawnictwo Sejmowe, 1993, ISBN 83-7059-052-7.